# Щ-206
«Щ-206» — советская дизель-электрическая торпедная подводная лодка времён Второй мировой войны, принадлежит к серии V-бис-2 проекта Щ — «Щука». До 1934 года носила имя «Нельма».

## История корабля
Лодка была заложена 5 января 1934 года на заводе № 200 «имени 61 коммунара» в Николаеве, заводской номер 1029, спущена на воду 1 февраля 1935 года, 14 августа 1936 года вступила в строй, 1 октября 1936 года вошла в состав Черноморского флота.

### Служба
С октября 1939 года командиром лодки был Сидор Алексеевич Каракай.
На 22 июня 1941 года «Нельма» числилась в 3-м дивизионе 1-й бригады подводных лодок, базировавшейся в Севастополе. Входила в число самых боеготовых кораблей (в первую линию).
В первый день войны Щ-206 вышла на боевое дежурство в район мыса Шаблер (позиция № 4).  На базу лодка не вернулась. Утром 28 июня лодка последний раз вышла на связь, сообщив о своём возвращении на позицию, с которой лодка уходила на время операции надводных кораблей у Констанцы. 8 июля штабом был отправлен приказ задержаться на позиции ещё на сутки, а 9 июля был отдан приказ о возвращении на базу.

### Версии гибели
Точная причина гибели Щ-206 не установлена, место потопления лодки достоверно не найдено. Существуют несколько версий гибели:
1. 26 июня 1941 года лидер «Харьков» и эсминец «Сообразительный» возвращались из безрезультатного рейда на Констанцу. В 60 милях от Констанцы, за пределами позиции Щ-206, «Сообразительный» подвергся безрезультатной атаке одной торпедой, контратаковав неизвестную лодку глубинными бомбами. По одной из распространённых версий, это была Щ-206[2]. По этой же версии лидер «Москва», потерянный в ходе этой операции, погиб в результате атаки Щ-206, командир которой не был информирован об операции советских кораблей и принял их за румынские. Эта версия вступает в противоречие с архивными данными[1].
2. По румынским данным, 9 июля 1941 года во время траления фарватера к югу от Констанцы румынская канонерская лодка «Стихи» заметила перископ в 8 милях к востоку от Мангалии. Миноносец «Налука» начал преследование и атаковал лодку артиллерийским огнём и глубинными бомбами. Подоспевшие из Констанцы торпедные катера повторно обнаружили лодку и снова атаковали её глубинными бомбами. Эта атака проводилась в районе с координатами 43°51′05″ с. ш. 28°45′00″ в. д.HGЯO.

В 8,5 милях к северо-востоку от Мангалии на дне Чёрного моря обнаружен неопознанный объект, по размерам приближённо соответствующий подводной лодке.